# Devizové právo
Devizové právo je soubor právních předpisů, které upravují dispozice s hodnotami, jimiž je možné uhrazovat závazky do zahraničí a některými dalšími hodnotami, souvisejícími s platebním a úvěrovým stykem se zahraničím.

## Subjekty devizového práva

### Fyzické a právnické osoby
Tzv. devizový tuzemec: Jedná se o právnickou osobu, která má v ČR sídlo, a fyzickou osobu, která má v ČR své bydliště nebo se zde alespoň po většinu část roku zdržuje. Ostatní fyzické a právnické osoby jsou považovány za devizové cizozemce, tedy jsou to devizoví nerezidenti. Není zde rozhodující občanství ani původ kapitálu. 

### Devizové orgány
Jsou obdařeny působností a pravomocemi. Jedná se o Ministerstvo financí České republiky, které působí vůči státním orgánům a o Českou národní banku, která působí vůči všem ostatním tuzemským a cizozemským osobám.  

## Devizová místa
Osoba provádějící obchody s devizovými hodnotami, nebo poskytující peněžní služby jako předmět svého podnikání. 
Jedná se o
- banky se sídlem v tuzemsku, nebo pobočky zahraniční banky
- osoby, kterým byla udělena devizová licence
- osoby s koncesní listinou pro směnárenskou činnost
- osoba oprávněná k provádění obchodů s devizovými hodnotami, nebo k provádění platebního styku ve vztahu k zahraničí na základě principu jednotné licence[1]

Devizová místa se dělí do jednotlivých kategorií. 

### Bankovní devizová místa
Je zde nutná licence, což je oprávnění provádět obchody s devizovými hodnotami, nebo platební styk ve vztahu k zahraničí.

### Nebankovní devizová místa
Osoba bez licence. Je nutné se registrovat u České národní banky.

## Devizová licence
Je vyžadována při provádění obchodů s devizovými hodnotami, nebo poskytování peněžních služeb, je-li činnost podnikáním. Při podání žádosti ji uděluje Česká národní banka danému devizovému místu. Česká národní banka eviduje seznam devizových míst.
Licence může být plná či částečná, a od toho se odvíjí rozsah produktů v cizích měnách. U směnárenských společností není třeba devizová licence, ale vyjádření České národní banky podle zvláštního zákona. V devizové licenci se předepisuje rozsah práv, doba trvání a povinnosti.

## Předměty devizověprávního vztahu

### Peněžní prostředky v cizí měně
- valuty
- devizy

### Zahraniční cenne papíry
- emitentem je cizozemec

### Finanční deriváty
- penězi ocenitelná práva a závazky od nich odvozené

## Obchod s devizovými hodnotami
Jedná se o nákup nebo prodej devizových hodnot na vlastní nebo cizí účet, zprostředkování nebo směna. Obchodovat mohou výhradně devizová místa v rozsahu stanoveném udělenou licencí.

## Práva a povinnosti

### Práva tuzemců
- Tucemci mají právo se smluvně zavazovat vůči cizozemci a plnit závazky z těchto vztahů v české nebo v cizí měně.
- Právo nabývat devizových hodnot.
- Právo nabývání majetku v zahraničí.
- Právo na dovoz a vývoz české i cizí měny.

### Povinnosti tuzemců
- Primárně se jedná o oznamovací povinnost, která se může týkat např. peněžních pohledávek a závazků vůči tuzemcům v zahraničí a vůči cizozemcům. Plní se na vyžádání devizového orgánu a v rozsahu za období ve lhůtách a způsobem stanoveným vyhláškou České národní banky.

### Práva cizozemců
- Cizozemci mají právo v tuzemsku nakupovat peněžní prostředky v cizí měně za českou měnu a naopak.
- Právo nabývat ostatních devizových hodnot.
- Právo nabývání nemovitostí.
- Právo na dovoz a vývoz české i cizí měny.

### Povinnosti cizozemců
- Oznamovací povinnost (viz oznamovací povinnost u tuzemců)
- Jistá omezení při nabývání nemovitostí

### Povinnosti tuzemců i cizozemců
- Úhrady do a ze zahraničí mohou být prováděny bezhotovostně pouze prostřednictvím devizových míst.
- Povinnost na výzvu devizového místa označit účel úhrady došlé ze zahraničí v případě, že není účel uveden
- Povinnost poskytnout při devizové kontrole potřebnou součinnost devizovému orgánu.[1]